# Jack Klugman
Pour les articles homonymes, voir Klugman.
Jacob Joachim Klugman dit Jack Klugman (né le 27 avril 1922 à Philadelphie, Pennsylvanie, et mort le 24 décembre 2012 à Los Angeles) est un acteur, scénariste et réalisateur américain.
L'acteur apparaît régulièrement dans des séries télévisées américaines des années 1960 et 1970. Il est récompensé par un Emmy Award en 1964 pour son rôle dans Les Accusés (The Defenders), puis en 1971 et 1973 pour sa performance dans The Odd Couple. Dans cette série il forme avec Tony Randall un célèbre duo comique. Klugman est également nommé à quatre reprises aux Emmys pour son rôle dans Quincy, série dans laquelle il interprète un médecin légiste.

## Biographie

### Jeunesse
Jacob Joachim Klugman naît le 27 avril 1922 à Philadelphie. Il est le fils de Max Klugman, peintre en bâtiment, et de Rose Klugman, chapelière à domicile. Il sert dans l'armée durant la Seconde Guerre mondiale. À son retour, il contracte des dettes de jeu et quitte la ville pour s'établir à Pittsburgh. Il intègre le département d'art dramatique du Carnegie Institute of Technology (qui sera par la suite intégré dans l'Université Carnegie-Mellon) et décroche ses premiers rôles à New York dans des productions off-Broadway.

### Cinéma
Klugman débute au cinéma durant les années 1950. Il apparaît notamment dans Douze hommes en colère (12 Angry Men) de Sidney Lumet en 1957 — dont il fut le dernier acteur encore en vie —, et dans Le Jour du vin et des roses (Days of Wine and Roses) de Blake Edwards en 1962.

### Scène
À Broadway, Jack Klugman interprète Herbie dans la comédie musicale Gypsy (Gypsy : A Musical Fable). Sa prestation lui vaut d'être nommé aux Tony Awards en 1960. En 1965, il incarne Oscar Madison dans la pièce The Odd Couple (en) du scénariste Neil Simon. Il retourne à la scène en 1998 pour jouer dans la pièce de Neil Simon The Sunshine Boys en compagnie de Tony Randall.

### Séries télévisées
Durant sa carrière, Jack Klugman effectue plus d'une centaine d'apparitions dans des séries télévisées comme Alfred Hitchcock présente (Alfred Hitchcock Presents) et La Quatrième Dimension (The Twilight Zone), dont il fait partie des acteurs récurrents. En 1964, il est récompensé par un Emmy Award pour sa performance dans Les Accusés (The Defenders),. Klugman reprend le rôle d'Oscar Madison dans la série The Odd Couple. L'adaptation de la pièce de Neil Simon est diffusée par le réseau ABC entre 1970 et 1975, puis fréquemment rediffusée en syndication sur les chaînes américaines. Elle permet à Klugman et Tony Randall, qui tient l'autre rôle principal, de devenir l'un des duos comiques les plus célèbres de la télévision américaine. Pour son rôle dans The Odd Couple, Klugman reçoit deux nouveaux Emmys en 1971 et 1973, ainsi qu'un Golden Globe en 1973,. À partir de 1976, il tient le rôle principal dans la série Quincy. L'acteur est nommé à quatre reprises aux Emmy awards pour ce rôle de médecin légiste. La série est diffusée sur le réseau NBC jusqu'en 1983.
En 2005, un an après la mort de Tony Randall, Klugman publie Tony and Me: A Story of Friendship.

## Vie privée

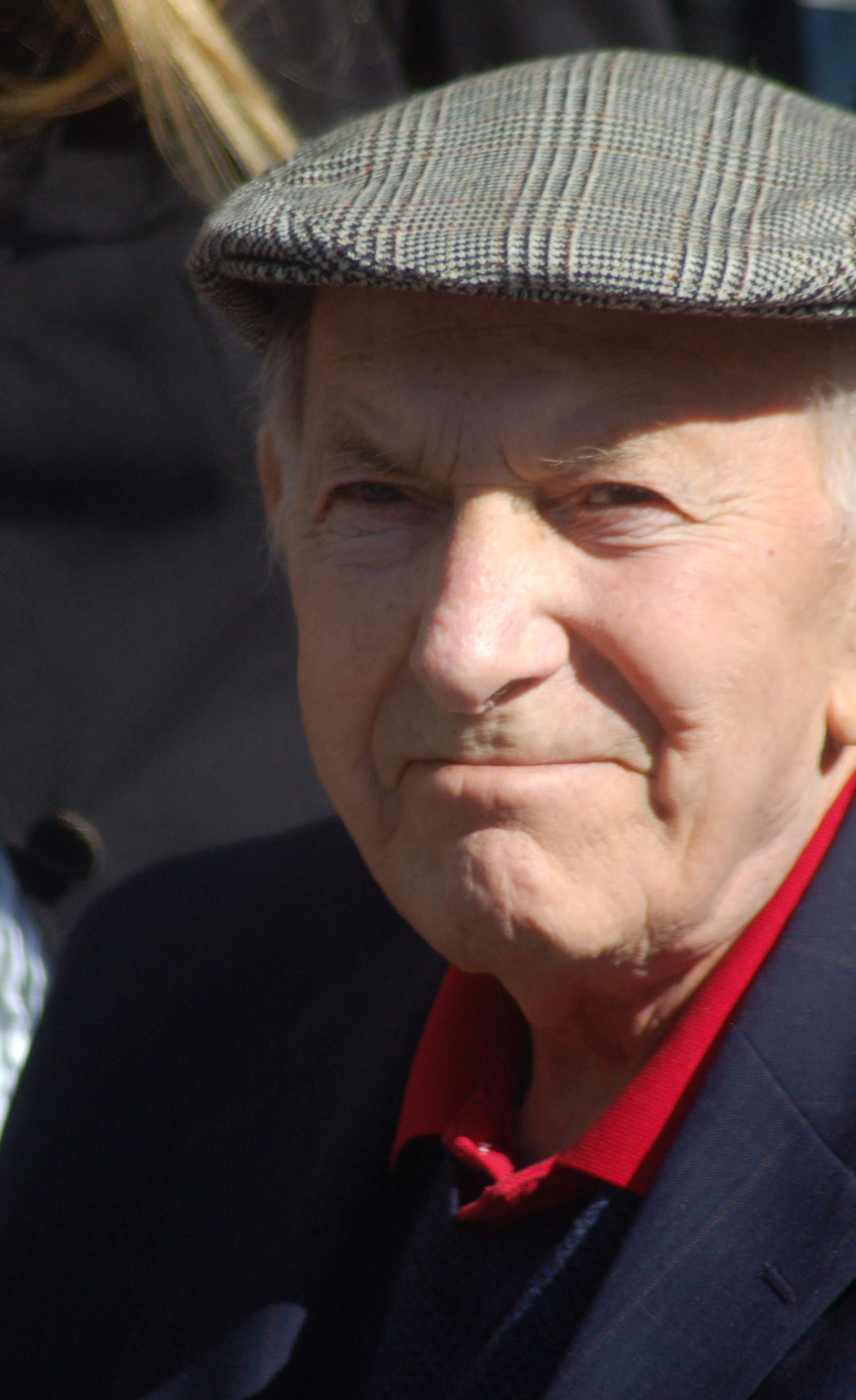
Jack Klugman en novembre 2009.

Jack Klugman épouse l'actrice Brett Somers en 1953. Ils ont deux enfants et se séparent en 1974 sans avoir divorcé. Durant 18 ans, il fréquente l'actrice Barbara Neugass. En 2008, après la mort de Brett Somers, l'acteur se remarie avec Peggy Crosby,.
Un cancer du larynx, diagnostiqué en 1974, nécessite l'ablation d'une corde vocale en 1989. Klugman suit un traitement et parvient à retrouver sa voix,.

## Filmographie

### Comme acteur
- 1952 : Grubstake (en) de Larry Buchanan
- 1954 : The Greatest Gift (en) (série télévisée) : Jim Hanson
- 1956 : Time Table (en) de Mark Stevens : Frankie Page
- 1957 : Douze hommes en colère (12 Angry Men) de Sidney Lumet : cinquième Juré
- 1958 : Hallmark Hall of Fame (en) (Saison 8, épisode Kiss Me, Kate) (TV) : Gangster
- 1958 : Cri de terreur (Cry Terror!) de Andrew L. Stone : Vince, a thug
- 1960 : A passage for trumpet (Coup de trompette), épisode 32 Saison 1 de La Quatrième dimension : Joey Crown
- 1961 : The Million Dollar Incident (en) (TV) : Charles
- 1962 : Death Ship (Le vaisseau de la mort), épisode 6 Saison 4 de la Quatrième dimension : Captain Ross
- 1962 : Le Jour du vin et des roses (Days of Wine and Roses) de Blake Edwards : Jim Hungerford
- 1963 : The Yellow Canary (en) de Buzz Kulik : Lt. Bonner
- 1963 : L'Ombre du passé (I Could Go On Singing) de Ronald Neame : George
- 1963 : Act One (en) de Dore Schary : Joe Hyman
- 1963 : La Quatrième Dimension (The Twilight Zone) (Série TV) : épisode Amour paternel (In praise of Pip) de Joseph M. Newman (saison 5, épisode 1) : Max Phillips
- 1964 : Harris Against the World (en) (série télévisée) : Alan Harris
- 1965 : Je vous salue mafia de Raoul Levy : Phil
- 1966 : Fame Is the Name of the Game (TV) : Ben Welcome
- 1968 : Le Détective (The Detective) de Gordon Douglas : Dave Schoenstein
- 1968 : Le crime, c'est notre business (The Split) de Gordon Flemyng : Harry Kifka
- 1969 : Goodbye Columbus (Goodbye, Columbus) de Larry Peerce : Ben Patimkin
- 1971 : Who Says I Can't Ride a Rainbow? de Edward Mann : Barney
- 1973 : Poor Devil (TV) : Burnett J. Emerson
- 1974 : The Underground Man (TV) : Shérif Tremaine
- 1976 : Quincy (Quincy M.E.) (série télévisée)
- 1976 : One of My Wives Is Missing (TV) : Inspecteur Murray Levine
- 1976 : Un tueur dans la foule (Two-Minute Warning) de Larry Peerce : Stu Sandman
- 1989 : Le Tour du monde en quatre-vingts jours (Around the World in 80 Days) (feuilleton TV) : Capitaine Bunsby
- 1993 : The Odd Couple: Together Again (TV) : Oscar Madison
- 1994 : Parallel Lives (TV) : Sénateur Robert Ferguson
- 1996 : Escroc malgré lui (Dear God) de Garry Marshall : Jemi
- 1997 : The Twilight of the Golds (TV) : Mr Stein
- 2005 : When Do We Eat? (en) de Salvador Litvak : Artur

### Comme réalisateur
- 1961 : Kraft Mystery Theater (en) (série télévisée)

## Récompenses
- 1964 : Emmy Award pour Les Accusés
- 1971 : Emmy Award pour The Odd Couple
- 1973 : Emmy Award pour The Odd Couple
- 1973 : Golden Globe pour The Odd Couple